# Enrique Soro Barriga

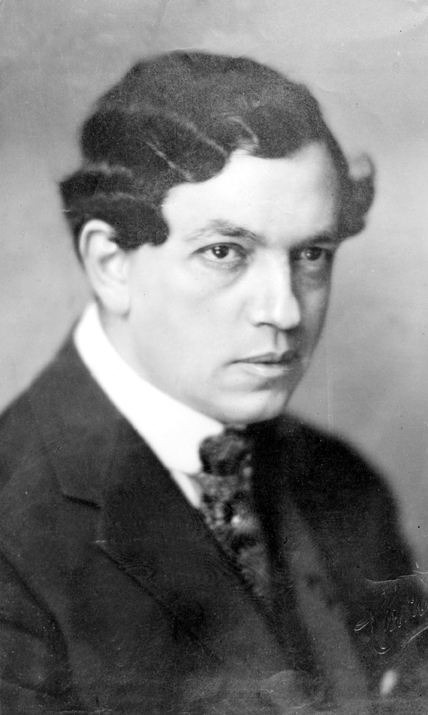
Enrique Soro Barriga

Enrique Soro Barriga (* 15. Juli 1884 in Concepción; † 2. Dezember 1954 in Santiago de Chile) war ein chilenischer Komponist.
Er studierte von 1898 bis 1904 in Mailand und unterrichtete danach am Conservatorio Nacional in Santiago de Chile, das er von 1919 bis 1928 auch leitete. 1948 erhielt er den Premio Nacional de Arte.
Er komponierte sinfonische Werke, zwei Klavierkonzerte, Kammermusik, Klavierstücke, Chöre und Lieder.

## Werke
- Danza fantástica
- Andante apassionato
- Drei chilenische Lieder
- Suite im alten Stil